# Ögeltjärn (naturreservat)

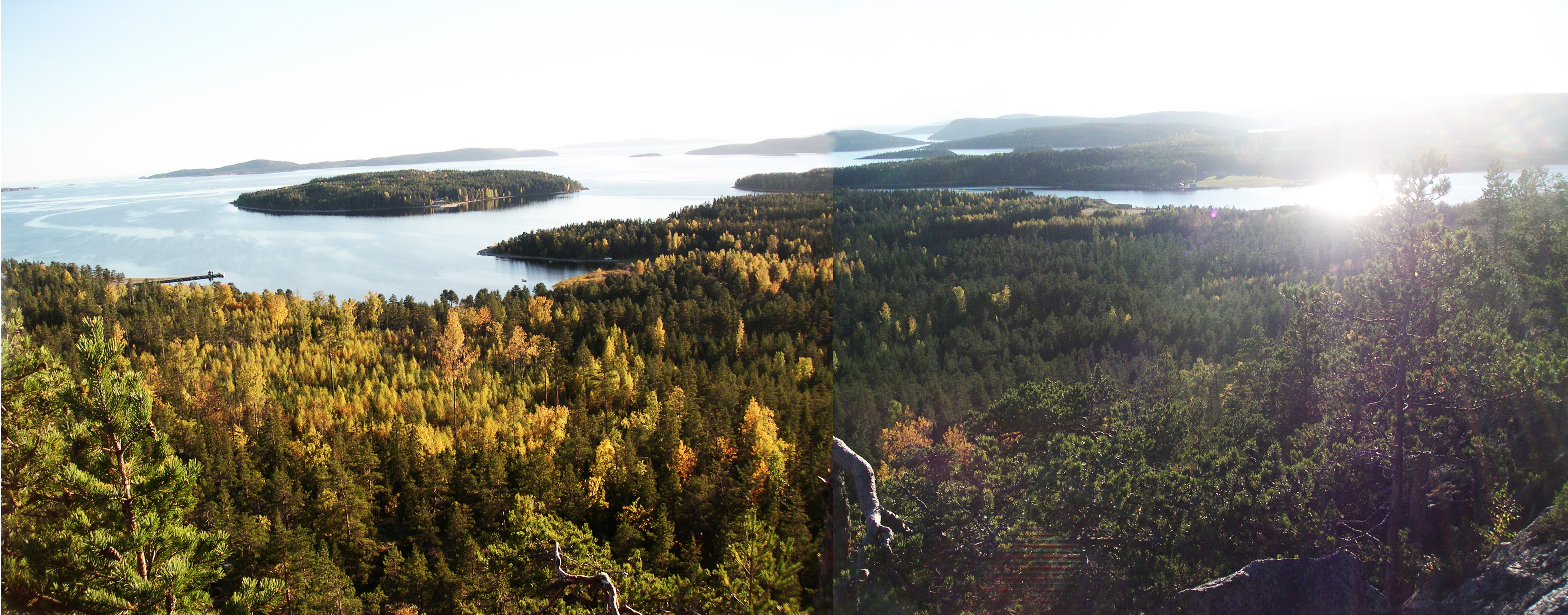
Utsikt från Ögeltjärnsberget

Ögeltjärns naturreservat är ett populärt vandringsområde ca 15 kilometer söder om Örnsköldsviks tätort.
Vandringen går i typisk Höga Kustenterräng med många utsiktsplatser och spår efter istiden. Här finns sju sorters orkidéarter, bland annat skogsfru. Själva Ögeltjärnen är en liten tjärn med klart vatten som avvattnas genom sumpmark. Bäst utsikt över havet har man från det 91 meter höga Ögeltjärnsberget. Vid en av startplatserna för leden ligger Gullviks havsbad.
Vid foten av Ögeltjärnsberget ligger en vik med högt naturvårdsvärde, Krokalviken.